# Lucho González
Luis Óscar "Lucho" González (* 19. ledna 1981 Buenos Aires) je bývalá argentinský profesionální fotbalista, který hrával na pozici záložníka, který je schopen hrát na různých pozicích, ale hlavně ve středu záložní řady. Svoji hráčskou kariéru ukončil v roce 2021. Díky svým vůdčím schopnostem získal přezdívku El Comandante (velitel).

## Klubová kariéra
Svoji kariéru započal v argentinském CA Huracán, v roce 2002 se přesunul do River Plate. V roce 2005 podepsal smlouvu s Portem, kde působil až do roku 2014, s výjimkou tří let, které strávil ve francouzském Olympique Marseille. V Portu se objevil ve více než 200 zápasech a vyhrál zde šest ligových titulů. Po odchodu z Evropy zamířil do katarského klubu Al Rayyan, následně se vrátil zpátky do River Plate. Od roku 2016 hájí barvy brazilského klubu CA Paranaense.

## Reprezentační kariéra
González odehrál v argentinské reprezentaci 45 utkání, reprezentoval svou zemi na Mistrovství světa 2006 a na dvou turnajích Copa América.

## Statistiky

### Klubové
K 16. září 2020
| Klub                 | Sezóna  | Liga               | Liga   | Liga | Pohár  | Pohár | Kontinentální poháry | Kontinentální poháry | Ostatní | Ostatní | Celkem | Celkem |
| Klub                 | Sezóna  | Liga               | Zápasy | Góly | Zápasy | Góly  | Zápasy               | Góly                 | Zápasy  | Góly    | Zápasy | Góly   |
| -------------------- | ------- | ------------------ | ------ | ---- | ------ | ----- | -------------------- | -------------------- | ------- | ------- | ------ | ------ |
| CA Huracán           | 1998/99 | Primera División   | 7      | 0    | –      | –     | –                    | –                    | –       | –       | 7      | 0      |
| CA Huracán           | 1999/00 | Primera Nacional   | 33     | 5    | –      | –     | –                    | –                    | –       | –       | 33     | 5      |
| CA Huracán           | 2000/01 | Primera División   | 34     | 3    | –      | –     | –                    | –                    | –       | –       | 34     | 3      |
| CA Huracán           | 2001/02 | Primera División   | 36     | 4    | –      | –     | –                    | –                    | –       | –       | 36     | 4      |
| CA Huracán           | Celkem  | Celkem             | 110    | 12   | –      | –     | –                    | –                    | –       | –       | 110    | 12     |
| River Plate          | 2002/03 | Primera División   | 32     | 8    | –      | –     | 10                   | 1                    | –       | –       | 42     | 9      |
| River Plate          | 2003/04 | Primera División   | 24     | 2    | –      | –     | 17                   | 3                    | –       | –       | 41     | 5      |
| River Plate          | 2004/05 | Primera División   | 26     | 8    | –      | –     | 11                   | 1                    | –       | –       | 37     | 9      |
| River Plate          | Celkem  | Celkem             | 82     | 18   | –      | –     | 38                   | 5                    | –       | –       | 130    | 23     |
| Porto                | 2005/06 | Primeira Liga      | 30     | 10   | 4      | 1     | 6                    | 1                    | –       | –       | 40     | 12     |
| Porto                | 2006/07 | Primeira Liga      | 30     | 9    | 0      | 0     | 8                    | 3                    | –       | –       | 38     | 12     |
| Porto                | 2007/08 | Primeira Liga      | 28     | 4    | 5      | 2     | 7                    | 3                    | –       | –       | 37     | 9      |
| Porto                | 2008/09 | Primeira Liga      | 23     | 9    | 5      | 1     | 9                    | 2                    | –       | –       | 37     | 12     |
| Porto                | Celkem  | Celkem             | 111    | 32   | 14     | 4     | 30                   | 9                    | –       | –       | 155    | 45     |
| Marseille            | 2009/10 | Ligue 1            | 32     | 5    | 4      | 1     | 8                    | 2                    | –       | –       | 44     | 8      |
| Marseille            | 2010/11 | Ligue 1            | 36     | 8    | 5      | 0     | 8                    | 2                    | 1       | 0       | 50     | 10     |
| Marseille            | 2011/12 | Ligue 1            | 19     | 2    | 4      | 0     | 6                    | 1                    | 1       | 0       | 30     | 3      |
| Marseille            | Celkem  | Celkem             | 87     | 15   | 13     | 1     | 22                   | 5                    | 2       | 0       | 124    | 21     |
| Porto                | 2011/12 | Primeira Liga      | 12     | 1    | 2      | 2     | 2                    | 0                    | –       | –       | 16     | 3      |
| Porto                | 2012/13 | Primeira Liga      | 29     | 6    | 6      | 2     | 8                    | 2                    | 3       | 1       | 46     | 11     |
| Porto                | 2013/14 | Primeira Liga      | 16     | 1    | 3      | 0     | 6                    | 2                    | 1       | 1       | 26     | 4      |
| Porto                | Celkem  | Celkem             | 57     | 8    | 11     | 4     | 16                   | 4                    | 4       | 2       | 88     | 18     |
| Al-Rayyan            | 2013/14 | Qatar Stars League | 10     | 1    | –      | –     | 4                    | 1                    | –       | –       | 14     | 2      |
| River Plate          | 2015    | Primera División   | 9      | 1    | –      | –     | 8                    | 0                    | 3       | 0       | 20     | 1      |
| River Plate          | 2016    | Primera División   | 8      | 0    | –      | –     | 12                   | 3                    | –       | –       | 20     | 3      |
| River Plate          | Celkem  | Celkem             | 17     | 1    | 0      | 0     | 20                   | 3                    | 3       | 0       | 40     | 4      |
| Athletico Paranaense | 2016    | Série A            | 12     | 0    | –      | –     | –                    | –                    | –       | –       | 12     | 0      |
| Athletico Paranaense | 2017    | Série A            | 26     | 2    | 3      | 1     | 12                   | 3                    | 5       | 0       | 46     | 6      |
| Athletico Paranaense | 2018    | Série A            | 27     | 1    | 6      | 0     | 12                   | 0                    | 0       | 0       | 45     | 1      |
| Athletico Paranaense | 2019    | Série A            | 17     | 1    | 7      | 0     | 4                    | 0                    | 3       | 0       | 31     | 1      |
| Athletico Paranaense | 2020    | Série A            | 5      | 0    | 0      | 0     | 1                    | 1                    | 4       | 0       | 10     | 1      |
| Athletico Paranaense | Celkem  | Celkem             | 87     | 4    | 16     | 1     | 29                   | 4                    | 12      | 0       | 144    | 9      |
| Celkem               | Celkem  | Celkem             | 561    | 91   | 54     | 10    | 159                  | 31                   | 21      | 2       | 795    | 134    |

## Ocenění

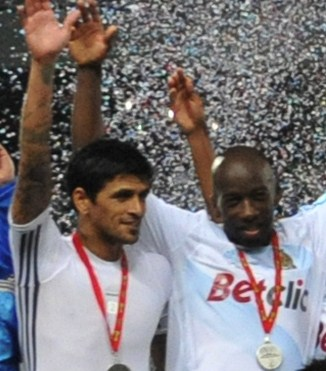
González po vítězství v Trophée des champions 2011

### Klubové
Huracán
- 2. argentinská fotbalová liga: 2000

River Plate
- Primera División: 2003, 2004
- Copa Libertadores: 2015
- J.League Cup / Copa Sudamericana Championship: 2015
- Mistrovství světa klubů: 2015 (2. místo)

Porto
- Primeira Liga: 2005/06, 2006/07, 2007/08, 2008/09, 2011/12, 2012/13
- Taça de Portugal: 2005/06, 2008/09
- Supertaça Cândido de Oliveira: 2012, 2013
- Taça da Liga: 2012/13 (2. místo)

Marseille
- Ligue 1: 2009/10
- Coupe de la Ligue: 2009/10, 2010/11, 2011/12
- Trophée des Champions: 2010, 2011[3][4]

Athletico Paranaense
- Copa do Brasil: 2019
- Copa Sudamericana: 2018
- J.League Cup / Copa Sudamericana Championship: 2019

### Reprezentační
Argentina
- Copa América: 2004 (2. místo), 2007 (2. místo)
- Letní olympijské hry: 2004